# Морозов Ігор Анатолійович
Ігор Анатолійович Морозов (нар. 1948, Дніпропетровськ, УРСР) — оперний співак (баритон), народний артист РРФСР.

## Біографія
У віці 16 років поступив в Московську консерваторію імені П. І. Чайковського, по закінченні якої був прийнятий стажистом в трупу Кіровського, а два роки потому, в 1975 році — Великого театру, де пропрацював до 1991 року. Лауреат міжнародного конкурсу в Софії (1979).
У Великому театрі виконав провідні ролі вітчизняного і зарубіжного баритонального репертуару: «Євгеній Онєгін», Роберт («Іоланта»), Ліонель («Орлеанська діва»), Єлецький («Пікова дама»), Мізгірь («Снігуронька»), Андрій Болконський («Війна і світ»), Фердинанд (Дуенья), Чичиков («Мертві душі»), Фігаро («Севільський цирульник»), Жермон («Травіата»), Агамемнон («Іфігенія в Авліді»), Граф ді Луна («Трубадур») і багато інших.
C 1991 року, після переїзду в Цюрих (Швейцарія), Ігор Морозов почав виконувати ролі драматичного репертуару — Ріголетто, Набукко, Симон Бокканегра в операх Джузеппе Верді, Скарпіа в опері Джакомо Пуччіні «Тоска» і Мазепа в опері П. І. Чайковського в театрах «Ла Скала» (Мілан), Німецька опера (Берлін), Державна опера Унтер-ден-Лінден (Берлін), Віденська державна опера, Брегенский фестиваль в Австрії.
Морозов брав участь у запису ряду опер, серед яких «Беатріче ді Тенда» Ст. Белліні, «Анна Болейн» Р. Доніцетті з Едітою Груберовой, «Трубадур» Дж. Верді, «Снігуронька» М. А. Римського-Корсакова (під управлінням А. Лазарєва), «Паяци» (Великий театр, диригент Альгіс Жюрайтис).

## Визнання
- 1984 — Заслужений артист РРФСР
- 1991 — Народний артист РРФСР
- 2002 — номінант Міжнародної Академії рейтингових технологій і соціології «Золота Фортуна» (Україна).